# Tom Nolan (Schauspieler, 1948)
Tom Nolan (* 15. Januar 1948 in Montreal, Québec; eigentlich Bernard Girouard) ist ein kanadisch-US-amerikanischer Schauspieler, Journalist und ehemaliger Kinderdarsteller. In dieser Funktion trat er von 1955 bis 1958 unter dem Namen Butch Bernard in Erscheinung. Später änderte er seinen Künstlernamen zu Tommy Nolan um. Er wirkte in vielen Western-Fernsehserien der 1960er Jahre mit.

## Leben
Nolan ist irischer und französischer Herkunft. 1953 siedelte die Familie nach Los Angeles in Kalifornien um. Er nahm Tanzunterricht und begann wenig später erste Fernsehrollen zu übernehmen. Zudem erhielt er erste kleinere Filmrollen, unter anderem in den Genres Liebesfilm und Western zuzuordnen sind. Bis 1958 wurde er unter dem Pseudonym Butch Bernard in den Credits erwähnt, später als Tommy Nolan. Breitere Bekanntheit in den USA erlangte er durch seine Rolle des Jody O'Connell in der Fernsehserie Buckskin, die er von 1958 bis 1959 in insgesamt 39 Episoden verkörperte. Unter Regie von Billy Wilder spielte er in den Filmen Das verflixte 7. Jahr (1955) und Küss mich, Dummkopf (1964) Nebenrollen. Ab den 1960er Jahren kamen auch Filme aus dem Kriegsfilm-Genre hinzu, wie 1967 eine Nebenrolle in Sturm auf Höhe 404.
Ab 1966 begann er unter dem Namen Tom Nolan als freier Journalist einige Artikel für Magazine wie Los Angeles Times, Cheetah, Eye oder dem Rolling Stone zu schreiben. Nach 1969 arbeitete er hauptberuflich als Journalist und beendete daraufhin seine Filmkarriere. Als Journalist schrieb er unter anderem über Musik und veröffentlichte hierbei 1971 mit The Beach Boys: A California Saga einen vielbeachteten Artikel über die Beach Boys im Rolling Stone.

## Filmografie
- 1952: Bleichgesicht Junior (Son of Paleface)
- 1954: Ein neuer Stern am Himmel (A Star Is Born)
- 1954: Kids Will Be Kids (Kurzfilm)
- 1954–1956: Captain Midnight (Fernsehserie, 2 Episoden, verschiedene Rollen)
- 1955: Lux Video Theatre (Fernsehserie, Episode 5x30)
- 1955: Das verflixte 7. Jahr (The Seven Year Itch)
- 1955: Medic (Fernsehserie, Episode 2x05)
- 1955: Flicka (Fernsehserie, Episode 1x04)
- 1955: Alfred Hitchcock präsentiert (Alfred Hitchcock Presents) (Fernsehserie, Episode 1x12)
- 1955: The Life of Riley (Fernsehserie, 2 Episoden)
- 1955: The Ford Television Theatre (Fernsehserie, Episode 4x12)
- 1956: Warner Brothers Presents (Fernsehserie, Episode 1x26)
- 1956: The Toy Tiger
- 1956: The Search for Bridey Murphy
- 1956: Die zehn Gebote (The Ten Commandments)
- 1957: Überall lauert der Tod (Man Afraid)
- 1957: Befiehl du deine Wege (All Mine to Give)
- 1957: Die große Liebe meines Lebens (An Affair to Remember)
- 1957: Ein Herzschlag bis zur Ewigkeit (Jeanne Eagels)
- 1957: Schlitz Playhouse of Stars (Fernsehserie, Episode 6x43)
- 1957: The Thin Man (Fernsehserie, Episode 1x04)
- 1957: Studio 57 (Fernsehserie, Episode 4x03)
- 1957: How to Marry a Millionaire (Fernsehserie, Episode 1x07)
- 1958: Matinee Theatre (Fernsehserie, Episode 3x88)
- 1958: Begierde unter Ulmen (Desire Under The Elms)
- 1958: Einer muß dran glauben (The Left Handed Gun)
- 1958–1959: Buckskin (Fernsehserie, 39 Episoden)
- 1958–1960: General Electric Theater (Fernsehserie, 4 Episoden)
- 1958–1962: Wagon Train (Fernsehserie, 4 Episoden)
- 1959: Riverboat (Fernsehserie, Episode 1x11)
- 1960: The Dennis O’Keefe Show (Fernsehserie, 2 Episoden)
- 1960: Markham (Fernsehserie, Episode 1x53)
- 1960: Tausend Meilen Staub (Rawhide) (Fernsehserie, Episode 3x04)
- 1960: The Best of the Post (Fernsehserie, Episode 1x03)
- 1960: Lassie (Fernsehserie, 4 Episoden)
- 1960–1961: Thriller (Fernsehserie, 2 Episoden)
- 1961: The Rebel (Fernsehserie, Episode 2x27)
- 1962: Westlich von Santa Fé (The Rifleman) (Fernsehserie, Episode 4x27)
- 1962: Bachelor Father (Fernsehserie, Episode 5x37)
- 1964: Küss mich, Dummkopf (Kiss Me, Stupid)
- 1966: Combat! (Fernsehserie, Episode 4x27)
- 1967: Sturm auf Höhe 404 (The Young Warriors)
- 1968: Maryjane
- 1968: High Chaparral (The High Chaparral) (Fernsehserie, Episode 2x04)
- 1968: Big John macht Dampf (Something for a Lonely Man) (Fernsehfilm)
- 1969: Chastity
- 1969: Rauchende Colts (Gunsmoke) (Fernsehserie, Episode 15x10)
- 1970: Jung, hübsch und hemmungslos (The Grasshopper)
- 1970: Whisky brutal (The Moonshine War)